# Ophichthus urolophus
Ophichthus urolophus är en fiskart som först beskrevs av Temminck och Schlegel, 1846.  Ophichthus urolophus ingår i släktet Ophichthus och familjen Ophichthidae. Inga underarter finns listade i Catalogue of Life.